# Angitula cyanea
Angitula cyanea är en tvåvingeart som först beskrevs av Guérin-Méneville 1831.  Angitula cyanea ingår i släktet Angitula och familjen bredmunsflugor. Inga underarter finns listade i Catalogue of Life.